# Benjamin Ortner
Benjamin Ortner (Innsbruck, 16 marzo 1983) è un ex cestista austriaco.

## Carriera

### Club
Ha un passato nella NCAA Division II, con il Metropolitan State College of Denver. Nella Österreichische Basketball Bundesliga ha vestito la maglia del DSG Tirol Innsbruck. Dal 2005-2006 è alla Pallacanestro Reggiana, con cui è retrocesso in Legadue al termine della stagione 2006-2007.
Nel 2008-2009 ritorna in Serie A con la Snaidero Udine, cui ha messo a referto 9,7 punti e 5,1 rimbalzi di media a partita. Nell'estate 2009 passa alla Pallacanestro Cantù: termina la stagione con 10,6 punti (e il 54,8% nel tiro da due) e 5,2 rimbalzi di media in campionato, prima di infortunarsi in gara-1 dei quarti di finale dei play-off conto la Virtus Bologna. Rimane a Cantù fino al 2011, anno in cui si trasferisce alla Pallacanestro Treviso.
Il 24 settembre 2012 firma con i Gießen 46ers; lascia la squadra tedesca il 18 ottobre, per trasferirsi alla Mens Sana Siena. Dapprima tesserato solamente per l'Eurolega per sostituire l'infortunato Benjamin Eze, viene tesserato anche per il campionato in seguito al ritorno in patria di Mario Kasun.
Nell'estate 2014, dopo il fallimento della Mens Sana, si trasferisce alla Reyer Venezia dove gioca il campionato 2014-2015. Viene confermato anche per le due stagioni successive.
Il 27 ottobre 2017 passa alla Società Sportiva Felice Scandone. Il 15 dicembre 2017 lascia la società campana, trasferendosi fino al giugno 2018 al Basket Brescia Leonessa. Il 13 novembre 2018 torna dopo oltre dieci anni alla Pallacanestro Reggiana.

### Nazionale
Fa parte della nazionale austriaca, con cui ha disputato le qualificazioni per gli Europei del 2005 e del 2007.

## Palmarès
- Campionato italiano: 1

Reyer Venezia: 2016-2017
- Campionato italiano: 1 (revocato)

Mens Sana Siena: 2012-2013
- Coppa Italia: 1 (revocato)

Mens Sana Siena: 2013
- Supercoppa italiana: 1 (revocato)

Mens Sana Siena: 2013